# Карлуш Мане
Карлуш Мане (порт. Carlos Mané, нар. 11 березня 1994, Лісабон) — португальський футболіст, нападник клубу «Кайсеріспор».

## Клубна кар'єра
Народився 11 березня 1994 року в місті Лісабон. Вихованець футбольної школи клубу «Спортінг» з рідного міста. З 2012 року став залучатись до матчів другої команди, що грала у Сегунді.
5 жовтня 2013 року в матчі проти «Віторії Сетубал» Мане дебютував у Сангріш-лізі. 15 лютого 2014 року в поєдинку проти «Ольяненсі» Карлуш забив свій перший гол за «львів». У 2015 році Мане завоював Кубок та Суперкубок Португалії разом зі «Спортінгом». Наразі встиг відіграти за лісабонський клуб 58 матчів в національному чемпіонаті.

## Виступи за збірні
2009 року дебютував у складі юнацької збірної Португалії. У її складі був учасником юнацького (U-19) Євро-2013, на якому забив гол, а португальці стали півфіналістами. Всього взяв участь у 52 іграх на юнацькому рівні, відзначившись 11 забитими голами.
З 2014 року залучався до складу молодіжної збірної Португалії, разом з якою був фіналістом молодіжного чемпіонату Європи 2015 року, що дозволило португальцям кваліфікуватись на футбольний турнір Олімпійських ігор. Загалом на молодіжному рівні зіграв в одному офіційному матчі.
2016 року захищав кольори олімпійської збірної Португалії на Олімпійських іграх 2016 року у Ріо-де-Жанейро.

## Титули і досягнення
- Володар Кубка Португалії (1):

«Спортінг»: 2014–15
- Володар Суперкубка Португалії (1):

«Спортінг»: 2015